# Elasmostethus brevis
Elasmostethus brevis – gatunek pluskwiaka z podrzędu różnoskrzydłych i rodziny puklicowatych. Zamieszkuje północ Palearktyki. Żeruje na drzewach i krzewach liściastych.

## Taksonomia
Gatunek ten opisany został po raz pierwszy w 1934 roku przez Håkana Lindberga. Jako miejsce typowe wskazano okolice Partizanska i rzeki Tigrowaja w Kraju Nadmorskim.

## Morfologia
Pluskwiak o ciele długości od 9,5 do 11 mm, w zarysie odwrotnie jajowatym ze stosunkowo zaokrąglonymi bokami. Podstawowe ubarwienie może być zielone, zielonożółte lub żółtobrązowe. Na wierzchu ciała występuje jaskrawoczerwony do brązowoczerwonego wzór obejmujący tylny brzeg przedplecza, nasadową część tarczki oraz większą część półpokryw, w tym zakrywkę. Wzór ten jest często wyraźniejszy niż u ukrzeńca rynńca, ale nie jest to regułą. Wierzch ciała gęsto pokrywają bezładnie rozmieszczone, ciemno podbarwione punkty. Tergity pod skrzydłami są niemal czarne, tylko po bokach wąsko, jasno obwiedzione. Spód odwłoka pozbawiony jest ciemnego punktowania, ma jednak ciemne plamki po bokach sternitów. Kąty wierzchołkowe siódmego segmentu odwłoka są rude.
Głowa jest w zarysie trójkątna i ma niepunktowaną okolicę oczu. Czułki swym pierwszym członem sięgają poza przednią krawędź głowy. Ich pierwsze dwa człony są zielone lub żółtozielone, trzeci brązowawy, a czwarty i piąty ciemne. Przedplecze ma kąty barkowe lekko wystające. Przykrywka ma zaostrzony kąt zewnętrzno-wierzchołkowy. Środkiem śródpiersia biegnie blaszkowate żeberko, ku przodowi nie osiągające krawędzi przedpiersia. Ujścia gruczołów zapachowych na zapiersiu są wydłużone i zwężone ku wierzchołkom. Na trzecim segmencie odwłoka znajduje się krótki wyrostek niesięgający do bioder środkowej pary odnóży. Na szóstym i siódmym sternicie odwłoka samic znajduje się półkolisty narząd Pendergrasta.

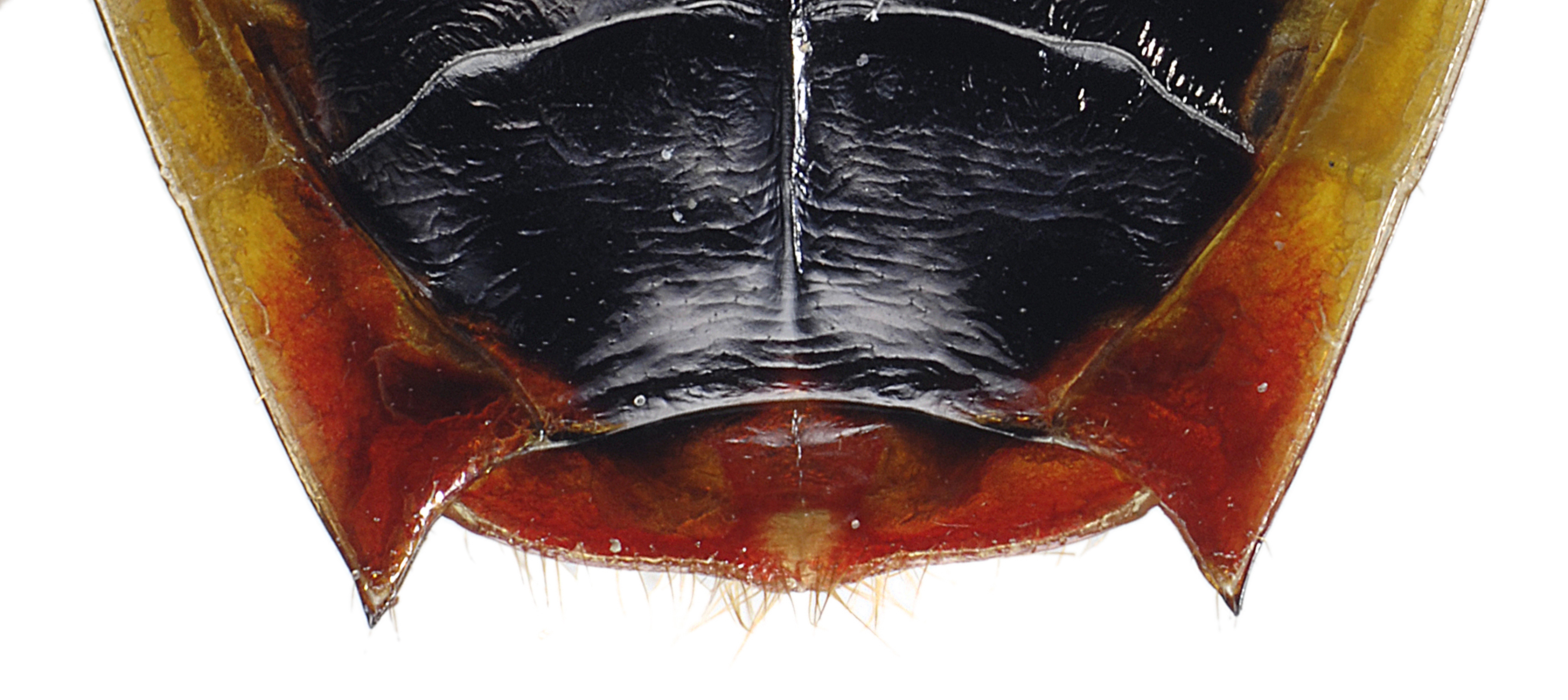
Genitalia samicy

Samiec ma kapsułę genitalną o silnie zaokrąglonych bokach w widoku grzbietowym. W widoku brzusznym krawędź jego segmentu genitalnego zaopatrzona jest w dwa pęczki długich, ciemnych włosków oraz dwa czarniawe ząbki boczne o rozmiarach wyraźnie większych niż u ukrzeńca rynńca i położeniu bliższym krawędzi zewnętrznej segmentu niż owym pęczkom włosków. Paramery mają zewnętrzne wyrostki półkoliste i lekko odgięte doogonowo. Falloteka po stronie grzbietowej ma dużą przegrodę. Osłonka błony łącznej jest dobrze rozwinięta i podzielona na pięć płatków (lobuli). Samica ma tylną krawędź segmentu ósmego zaokrągloną i pozbawioną wykrojenia pośrodku.

## Ekologia i występowanie
Zarówno larwy, jak i postacie dorosłe są fitofagami ssącymi, żerującymi na drzewach i krzewach liściastych z rodzajów berberys, topola i wierzba. Postacie dorosłe aktywne są od kwietnia do listopada i stanowią stadium zimujące. Stadia larwalne obserwuje się od czerwca do września.
Gatunek północnopalearktyczny. W Europie znany jest z Danii, Szwecji, Norwegii, Finlandii, Estonii, Litwy, Polski, Czech, Białorusi oraz europejskiej części Rosji. W Azji zamieszkuje Kazachstan, Syberię, Rosyjski Daleki Wschód (w tym Kamczatkę i Sachalin), Mongolię, Chiny, Koreę i Japonię (Hokkaido i Honsiu).
W Polsce jest najrzadszym przedstawicielem puklicowatych. Znany jest tylko z pojedynczego stanowiska w Biebrzańskim Parku Narodowym, gdzie pojedynczy jego okaz odłowiono w 2001 roku. Na „Czerwonej liście gatunków zagrożonych Republiki Czeskiej” umieszczony jest jako gatunek zagrożony wymarciem (EN).